# Вестфальский округ

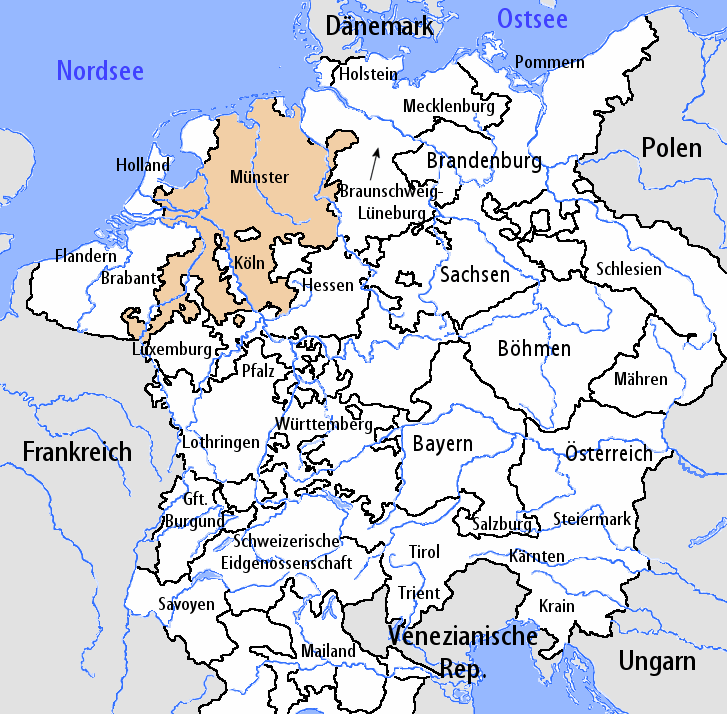
Имперские округа в начале XVI века (территория Вестфальского округа окрашена светло-коричневым цветом).

Нидерландско-Вестфальский округ в середине XVI века.

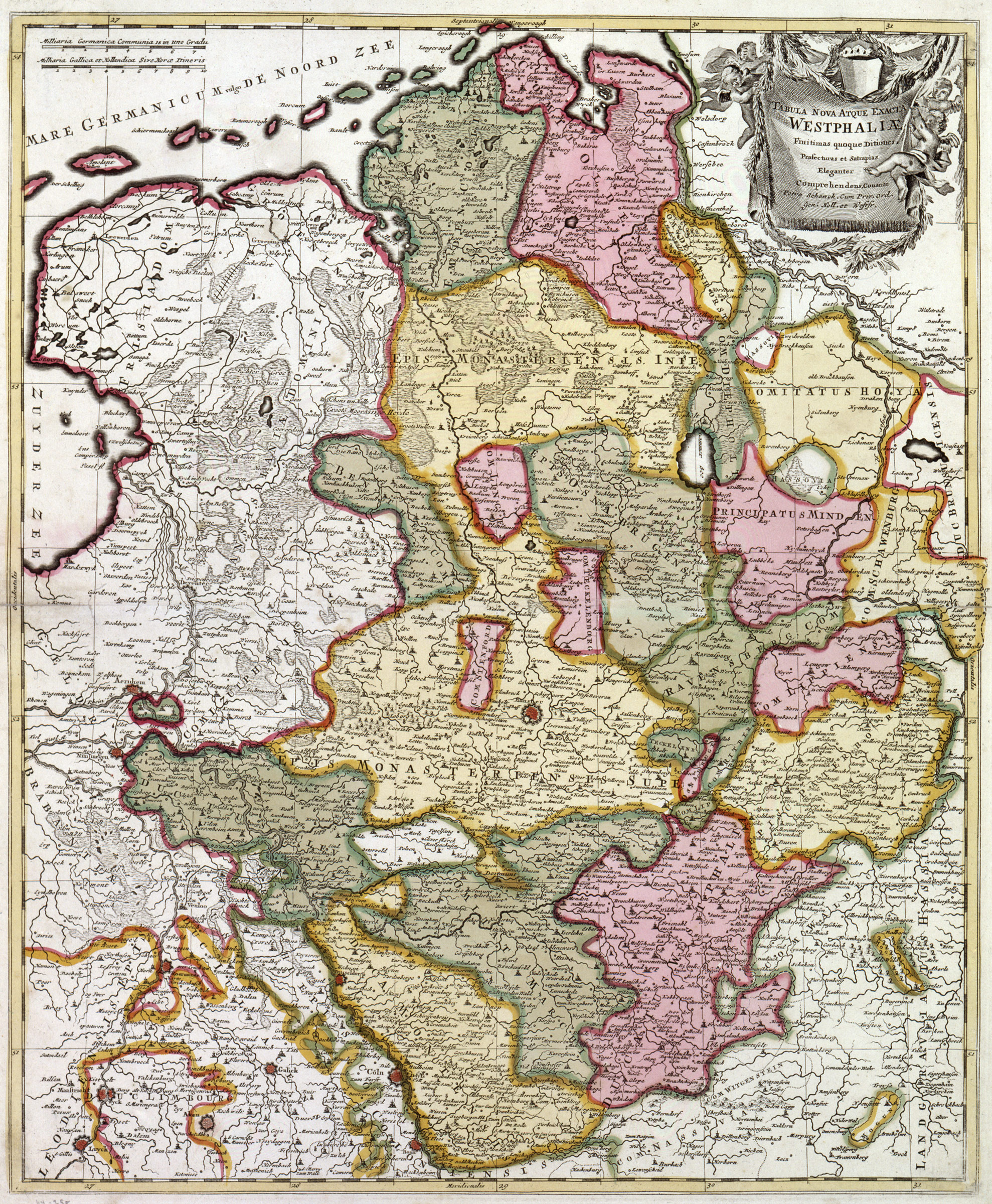
Историческая карта Вестфалии (ок. 1710 года; автор — Шенк, Петер (старший).

Вестфа́льский округ (нем. Westfälischer Reichskreis; также: Нижнерейнский или Нидерландский округ) — один из имперских округов (Kreisordnung des Reichs) Священной Римской империи.
Окружное собрание (Kreistag) государств собиралось в имперском городе Кёльн. Округ занимал площадь 68 825 км². В некоторых источниках назывался «Нижнерейнско-Вестфальским округом» так как он занимал земли между Нижней Саксонией, Нидерландами, Тюрингией и Гессеном, также значительный кусок территории германо-римской империи по Рейну. 9 февраля 1801 года, по Люневильскому миру, все западно-рейнские части округа отошли к Французской республике. Позже часть округа стала герцогством и провинцией Вестфалия (Westfalen) Прусского королевства.

## История
2 июля 1500 года, на Аугсбургском рейхстаге (всесословное собрание), созванном императором Максимилианом I, Германо-римская империя была разделена на шесть имперских округов, для лучшего управления, перед лицом угрозы от Османской империи и в целях военно-фискальных, повышения эффективности госуправления, поддержания порядка и решения межгосударственных конфликтов с примирением немецких католиков и протестантов, и одним из них был Вестфальский или Нидерландский.
За время существования округа государи многих государства наследственно делили свои территории, не могли охранять земский мир, вели между собой войны, отчего его внутренние и внешние границы постоянно менялись.

## Состав
В состав округа входили:
- епископства Мюнстер, Падерборн, Оснабрюк, Люттих (сначала и Утрехт);
- аббатства Корвей, Верден и другие;
- герцогства Юлих, Клеве, Берг и Ольденбург;
- княжества Минден, Ферден, Восточная Фрисландия и другие;
- Нассауские земли;
- графства Марк, Дипгольц[нем.], Равенсберг[комм. 1], Шаумбург-Липпе (Шаумбург[5]), Пирмонт, Шлейден[нем.];
- имперские города Ахен, Кёльн, Дортмунд и Зест[1].

На 1792 год округ состоял из:
- четырех епископств (Мюнстерского, Падерборнского, Оснабрюкского и Люттихского);
- семи аббатств;
- трирского владения Валлендар;
- 42 княжеств;
- 30 графств;
- трёх имперских городов (Кёльн, Ахен и Дортмунд);
- пяти рыцарских владений[3].

Площадь округа составляла 57 430 кв. км (14 206 на левом и 43 224 на правом берегу Рейна) и с населением в 2 900 000 человек обоего полу.

## Комментарии
1. ↑  Возможно, в ЭСБЕ опечатка, и имелось в виду графство Ритберг?